# ケフェウス座T星
ケフェウス座T星（ケフェウスざTせい、T Cephei、T Cep）は、ケフェウス座に位置する赤色巨星である。年周視差から推定した地球からの距離は、約570光年である。

## 特徴

散光星雲NGC 7023の広視野写真。NGC 7023の東北東にケフェウス座T星がみえている（具体的な位置はコモンズ上での説明を参照）。出典: NASA、ESA、Digitized Sky Survey 2

ケフェウス座T星が変光星であることは、1878年にツェラスキーが発見した。ミラ型に分類される脈動変光星で、およそ388日周期で変光し、最も明るい時は5.2等級、最も暗い時は11.3等級になるとされる。変光周期は一定ではなく、381日から410日の間で変化しており、その変化はおよそ53年の周期的な変動である可能性がある。
脈動に伴って、恒星の物理状態は変化する。スペクトル型がM5.5eからM8.8eまで変化しており、これに伴って有効温度も2,500Kから3,400Kくらいまで変動する。直径は、太陽の530倍に達する。
ケフェウス座T星は、酸素が過剰なAGB星であり、星の周囲からは一酸化ケイ素のメーザーや、ケイ酸塩による赤外線のスペクトルが検出されている。